# Jin Gongdi
Jin Gongdi (386-421), zijn persoonlijke naam was Sima Dewen , was de laatste keizer van de Oostelijke Jin-dynastie.

## Biografie
Hij was een zoon van keizer Jin Xiaowudi (of Sima Yao) en de jongere broer van keizer Jin Andi. Na de dood van zijn moeder Consort Chen Guinü in 390  waakte hij over zijn verstandelijke beperkte broer/keizer. Na verloop van tijd werd zijn broer opzij gezet en vermoord door generaal Liu Yu.
Liu Yu zette tijdelijk Gongdi op de troon, maar omdat hij vreesde dat Gongdi vroeg of laat een zoon zou krijgen, dwong hij Gongdi tot aftreden in 420. Een jaar later werd Gongdi voor de zekerheid dan toch maar gewurgd. Dit betekende het einde van de Jin-dynastie en het begin van de Liu Song-dynastie.